# Thunderbirds (film)
Thunderbirds è un film del 2004 diretto da Jonathan Frakes.
È uno spin-off della serie di fantascienza Thunderbirds, a cui si ispira. Il film, scritto da William Osborne e Michael McCullers, fu distribuito il 24 luglio 2004 nel Regno Unito e il 30 luglio 2004 negli Stati Uniti.

## Trama
Nel 2020, la famiglia Tracy, guidata dall'ex astronauta vedovo Jeff Tracy, gestisce l'International Rescue (I.R.), un'organizzazione segreta che aiuta le persone bisognose durante i disastri naturali utilizzando i Thunderbirds, macchine tecnologicamente avanzate di sua invenzione, che operano fuori da Tracy Island, un'isola nel sud del Pacifico. Il figlio più giovane Alan frequenta la Wharton Academy, un collegio nel Massachusetts, con il suo migliore amico Fermat Hackenbacker, figlio dell'ingegnere dei Thunderbirds Brains, e sogna di diventare un pilota di Thunderbirds come i suoi fratelli maggiori Scott, John, Virgil e Gordon.
Alan e Fermat sono distratti da una notizia che segue i Thunderbirds che eseguono un salvataggio su una piattaforma petrolifera russa. A loro insaputa, The Hood, un criminale dotato di capacità psichiche, ha fatto piantare da uno dei suoi complici un faro di localizzazione sullo scafo di Thunderbird 1. Lady Penelope Creighton-Ward (un'agente I.R. e amica di Jeff) e il suo maggiordomo Aloysius Parker, trasportano la coppia a casa a Tracy Island. Il tentativo fallito della coppia di far volare il Thunderbird 1 allarma Jeff, che mette a terra Alan per il resto delle vacanze di primavera per punizione.
Il sottomarino di The Hood individua Tracy Island e lancia un missile contro il Thunderbird 5 in orbita, inviando Jeff, Scott, Virgil e Gordon a bordo del Thunderbird 3 per salvare John. The Hood e la sua squadra, guidati da Mullion e Transom, prendono il controllo del centro di comando dell'isola, imprigionando i Tracy su Thunderbird 5 mentre il loro ossigeno si esaurisce. The Hood rivela che durante una delle prime operazioni dell'I.R., Jeff lo ha abbandonato in una miniera di diamanti illegale che stava crollando, ma ha salvato tutti gli altri, compreso suo fratello Kyrano, il domestico di Tracy Island. Per vendetta, The Hood intende utilizzare i Thunderbirds per derubare le più grandi banche del mondo, gettando così il sistema monetario internazionale nel caos, e dando tutta la colpa all'I.R. 
Alan, Fermat e la loro amica Tin-Tin (figlia di Kyrano e cotta di Alan), usano un pozzo di ventilazione per raggiungere i silos di Thunderbird 1. Fermat rimuove il processore di guida di Thunderbird 2, ritardando il piano di The Hood, e il trio fugge nella giungla dell'isola per trovare il suo trasmettitore remoto. Mentre sono nella giungla, Alan ha un incontro ravvicinato con uno scorpione velenoso, ma Tin-Tin lo salva, rivelando di avere gli stessi poteri psichici di suo zio.
Contattando Jeff al trasmettitore remoto su una delle colline dell'isola, Alan insiste per affrontare The Hood, ma Jeff dice loro di aspettare fino all'arrivo di Lady Penelope; prima che possano risolvere il disaccordo, Transom blocca il segnale. Il trio fugge da Mullion e dai suoi uomini, e Alan insiste per scappare tramite un hovercraft con un rimorchio attaccato. I dubbi di Fermat e Tin-Tin vengono verificati quando la roulotte si rompe e vengono catturati.
Lady Penelope e Parker arrivano e ingaggiando i servi di The Hood in combattimento, ma The Hood li sconfigge con i suoi poteri. Tuttavia Alan, che ha assistito allo scontro, si accorge che più The Hood usa i suoi poteri più si indebolisce. Accortosi della presenza di Alan, The Hood lo costringe a rinunciare al processore di guida e rinchiude lui e gli altri nella cella frigorifera del complesso. The Hood, Mullion e Transom pilotano Thunderbird 2, ora riparato, fino a Londra e usano il Mole, una gigantesca trivella mobile, per scavare una galleria sotterranea fino al caveau della Banca d'Inghilterra. Ma durante il processo, il Molle colpisce una linea di monorotaia nel Tamigi, facendo affondare uno dei vagoni. Alan e i suoi compagni scappano e contattano Jeff e i suoi figli maggiori, che riprendono il controllo di Thunderbird 5. Mentre gli adulti tornano sulla terra con Thunderbird 3, i ragazzi e Lady Penelope volano a Londra a bordo di Thunderbird 1.
Arrivando a Londra, Alan e Tin-Tin salvano il vagone monorotaia sommerso utilizzando l'acquatico Thunderbird 4 prima di inseguire The Hood. Insieme, Fermat, Tin-Tin e Parker sconfiggono Transom e Mullion. The Hood rinchiude Jeff e Lady Penelope nel caveau della banca e sfida Alan a sconfiggerlo. Durante la lotta, Alan penzola da una passerella sopra il Mole in funzione e rischia di cadere, finché appare Tin-Tin e sconfigge The Hood con i suoi stessi poteri. Sospeso sopra il Mole acceso, The Hood schernisce Alan per lasciarlo morire come ha fatto suo padre, ma Alan lo salva, ricordandogli che lo scopo dell'I.R. è quello di salvare vite.
The Hood e la sua squadra vengono arrestati e l'I.R. torna a Tracy Island. Durante i festeggiamenti, Alan, Fermat e Tin-Tin vengono introdotti come membri ufficiali dell'I.R., che riceve una chiamata di aiuto. Alan parte per la sua prima missione insieme ai suoi fratelli, a bordo dei Thunderbirds.

## Produzione
Jonathan Frakes, il regista, appare nella parte finale del film nel ruolo di un poliziotto.
La colonna sonora del film, "Thunderbirds are Go!", è eseguita dal gruppo britannico Busted.

## Personaggi
- Bill Paxton interpreta Jeff Tracy
- Ben Kingsley interpreta The Hood
- Brady Corbet interpreta Alan Tracy
- Sophia Myles interpreta Lady Penelope
- Soren Fulton interpreta Fermat
- Vanessa Anne Hudgens interpreta Tin-Tin

### Altri
- Anthony Edwards interpreta Ray "Brains" Hackenbacker
- Philip Winchester interpreta Scott Tracy
- Lex Shrapnel interpreta John Tracy
- Dominic Colenso interpreta Virgil Tracy
- Ben Torgersen interpreta Gordon Tracy
- Rose Keegan interpreta Transom
- Ron Cook interpreta Parker
- Bhasker Patel interpreta Kyrano
- Kyle Herbert interpreta Annoying Kid

## Distribuzione

### Edizione DVD
In Italia, inizialmente il film doveva essere proiettato nei cinema, ma venne distribuito solo in DVD.
L'edizione DVD, creata dalla Universal Studios, contiene:
- Audio
  - Italiano (Dolby Digital 5.1)
  - Inglese (Dolby Digital 5.1)
- Sottotitoli
  - Italiano
  - Inglese
  - Rumeno
- Extra
  - Creare le sequenze d'azione
  - I segreti di Tracy Island
  - Lady Penelope e Parker perdono il controllo
  - FAB1: Molto più di una macchina
  - Il mondo rosa di Lady Penelope
  - Commento audio al film del regista
  - Video musicale di "Thunderbirds are Go!" (Busted)
  - The Hood contro i Thunderbirds (gioco)

## Rapporto con la serie televisiva

### Similitudini
A parte l'utilizzo di attori e non di marionette, il film riprende molti aspetti della serie originale:
- Il passato di Parker.
- The Hood, già apparso in vari episodi della serie originale.
- Il motto dell'International Rescue rimane Thunderbirds are Go!

### Differenze
- Viene introdotto, tra i protagonisti, Fermat, figlio di Ray.
- Le strumentazioni sono più realistiche.
- Anziché i modellini viene usata la grafica computerizzata.
- La Macchina volante di Lady Penelope adotta un nuovo design della Ford.
- Il Thunderbird 1 fuoriesce da una seconda piscina, più lontana, in modo da non far tremare la casa a causa del suo passaggio.